# Charianthus grenadensis
Charianthus grenadensis är en tvåhjärtbladig växtart som beskrevs av Penneys och Walter Stephen Judd. Charianthus grenadensis ingår i släktet Charianthus och familjen Melastomataceae. Inga underarter finns listade i Catalogue of Life.